# Universidad de Chieti-Pescara
La Universidad de Chieti-Pescara o Universidad "Gabriele d'Annunzio" (en italiano: Università degli Studi "G. d'Annunzio" Chieti-Pescara) es una universidad italiana situada en las ciudades vecinas de Chieti y Pescara. Fue fundada en 1965 y está organizado en trece Facultades. En la actualidad cuenta con 30 000 alumnos.

## Historia
Su nombre toma su origen en una de las figuras literarias internacionales más célebres del país, Gabriele d'Annunzio. Fue establecida por primera vez como universidad independiente en 1965 y su sede se encontraba en la localidad medieval de Chieti, albergando solamente unas pocas facultades. En 1982 ganó el estatus de universidad nacional.

## Localización
La universidad se encuentra en la región central italiana de los Abruzzo, en las áreas metropolitanas de Chieti y Pescara, donde se encuentran los dos campus que la componen. Chieti es una ciudad medieval del interior con unos 50 000 habitantes. Pescara es una ciudad costera más moderna con un puerto comercial, aeropuerto internacional, servicio de enlace marítimo a las naciones balcánicas cercanas y es el centro comercial de la región de Abruzzo. Otros localidades que albergan servicios de investigación o enseñanza de esta universidad son Vasto, Lanciano, Torre de' Passeri y Torrevecchia Teatina.
El Campus principal de la universidad se encuentra en Chieti. Este incluye los edificios y servicios centrales como la sede rectoral, la administración central y los estudios de Medicina, Farmacia, Artes, Filosofía, Odontología, Psicología, Ciencias Sociales, Matemáticas, Física y Ciencias Naturales. El Campus de Pescara se encuentra dentro de la ciudad. Allí se encuentran las enseñanzas de Arquitectura, Economía y Lenguas, Literatura y Culturas Modernas.

## Facultades
La universidad se articula en trece facultades donde coexisten la enseñanza y la investigación para promover las actividades científicas de las diversas áreas de enseñanza. Dos o más Facultads, agrupados de acuerdo a criterios de afinidad estándar pueden mantener las mismas estructuras organizativas y funcionales, para coordinar y racionalizar la actividad educativa, que es lo que se conoce como Escuelas.
- Escuela de Medicina y Ciencias de la Salud
  - Facultad de Medicina y Ciencias del Envejecimiento
  - Facultad de Neurociencia y Ciencias Clínicas
  - Facultad de Psicología, Salud y Territorio
  - Facultad de Ciencias Médicasy Biotecnología
- Escuela de Economía, Negocios, Legal y Sociología
  - Facultad de Economía
  - Facultad de Ciencias Jurídicas y Sociales
- Facultad de Arquitectura
- Facultad de Administración de Empresas
- Facultad de Farmacia
- Facultad de Ingeniería y Geología
- Facultad de Humanidades, Artes y Ciencias Sociales
- Facultad de Lenguas, Literatura y Culturas Modernas
- Facultad de Ciencias Filosóficas, Pedagógica y Economía Cuantitativa